# The Color Changin' Click
The Color Changin' Click ou abreviado CCC, foi um grupo de hip hop formado pelos rappers Chamillionaire e Paul Wall com os rappers Lew Hawk, 50/50 Twin, Rasaq (irmão mais novo de Chamillionaire), e Yung Ro.

## Membros
- Chamillionaire
- Rasaq
- 50/50 Twin
- Yung Ro
- Paul Wall
- Lew Hawk

## Discografia
- 2002: Get Ya Mind Correct
- 2005: Controversy Sells